# Circuitul Mugello
Circuitul Mugello este un circuit de curse auto din Italia unde au avut loc anual numeoase teste efectuate de echipele de Formula 1. 
Pe acest circuit are lor anual Marele Premiu al Italiei la Motociclism viteză.
Circuitul este deținut în proprietate de către echipa de Formula 1 Scuderia Ferrari